# Jazzland Recordings
Jazzland Recordings is een Noors platenlabel, dat zich richt op jazz en nu jazz.

## Geschiedenis
Jazzland Recordings werd in 1997 opgericht door pianist Bugge Wesseltoft om zijn album New Conception of Jazz te kunnen uitgeven. Het label heeft bij Universal Music Group haar distributiekanaal. Jazzland Recordings bestaat uit drie labels: Jazzland, Acoustic Records en Grüner.

## Artiesten

### Artiesten op Jazzland (selectie)
- Audun Kleive
- Bugge Wesseltoft
- Dhafer Youssef
- Eivind Aarset
- ESE
- Jon Balke
- Sidsel Endresen
- Torun Eriksen
- Wibutee

### Artiesten op Acoustic (selectie)
- Atomic

### Artiesten op Grüner (selectie)
- Beady Belle
- Jon Eberson Group